# ادو مویا
ادو مویا (انگلیسی: Edu Moya؛ زادهٔ ۳ ژانویهٔ ۱۹۸۱) بازیکن فوتبال اهل اسپانیا است.
از باشگاه‌هایی که در آن بازی کرده‌است می‌توان به باشگاه فوتبال هرکولس، باشگاه ورزشی رئال مایورکا، باشگاه فوتبال رکریتیوو اوئلوا، باشگاه فوتبال سلتاویگو، باشگاه ورزشی تنریف، و باشگاه فوتبال خرز اشاره کرد.